# Chrysobothris salebrosa
Chrysobothris salebrosa es una especie de escarabajo del género Chrysobothris, familia Buprestidae. Fue descrita científicamente por Kerremans en 1893.